# Arthur Bridgett
George Arthur Bridgett (* 11. Oktober 1882 in Forsbrook; † 26. Juli 1954 in Ashley) war ein englischer Fußballspieler. Der zumeist als linker Außenstürmer aufgebotene Bridgett kam zu elf Länderspieleinsätzen für England und gehörte zu den torgefährlichsten Außenstürmern seiner Zeit.

## Vereinskarriere
Bridgett spielte für das Schulteam der Stoke St. Peter's School und in der Folge für die Burslem Park Boys und Trentham bevor er im März 1902 seine Profikarriere beim FC Stoke in der Football League First Division begann. Im Januar 1903 wechselte der uneigennützige und leichtfüßige Flügelspieler zum amtierenden Meister AFC Sunderland und etablierte sich dort umgehend auf der Linksaußen-Position, konnte aber auch als Innen- oder Mittelstürmer aufgeboten werden. Obwohl Sunderland zu dieser Zeit mit vier Meistertiteln zu den landesweit besten Mannschaften gehörte, blieben große Erfolge  während seiner Zeit aus. Neben drei dritten Plätzen in der Meisterschaft steht lediglich ein Viertelfinaleinzug im FA Cup als bestes Ergebnis zu Buche. Im Dezember 1908 trug gegen den Lokalrivalen und späteren Meister Newcastle United im so genannten Tyne-Wear-Derby zwei Tore zum 9:1-Erfolg bei, das Spiel zählt bis heute zu den herausragenden Geschehnissen in der Rivalität der beiden Klubs. Daneben kam er zweimal für die Football League in Repräsentativspielen zum Einsatz. In seinen zehn Jahre bei Sunderland erzielte Bridgett 111 Tore und gehörte damit zu den besten Torschützen auf den Außenpositionen, beim Ende seiner Football-League-Laufbahn 1924 gab es mit Billy Meredith und George Wall nur zwei weitere Spielern, die bis zu diesem Zeitpunkt als Außenstürmer über 100 Tore in der Football League erzielt hatten.
Im Mai 1912, ein Jahr vor dem neuerlichen Meisterschaftsgewinn von Sunderland, wechselte er für 175 Pfund Ablöse als Spielertrainer zum FC South Shields in die North-Eastern League. South Shields bewarb sich zu dieser Zeit mehrfach um die Aufnahme in die Football League und verstärkte sich mit zahlreichen Erstligaspielern, darunter auch Arthur Cartlidge, Jock Grieve und Torjäger Irvine Thornley. In den Jahren 1913/14 und 1914/15 gewann er mit der Mannschaft überlegen die Ligameisterschaft, die Anträge zur Aufnahme in die Football League blieben aber erfolglos. Nach der Saison 1914/15 wurde der landesweite Spielbetrieb aufgrund des Ersten Weltkriegs eingestellt und Bridgett spielte während des Krieges zumindest zeitweise als Gastspieler bei Port Vale. Nach dem Krieg war er als Trainer beim FC North Shields und möglicherweise auch als Spieler bei Hartlepools United tätig, bevor er im Alter von 41 Jahren ein überraschendes Comeback in der Football League bei Port Vale gab. Zwischen November 1923 und Mai 1924 erzielte Bridgett sieben Treffer in 14 Ligaspielen, bevor er den Profibereich endgültig verließ und fortan für die Sandbach Ramblers spielte.
Bridgett, der sich aus religiösen Gründen weigerte am Karfreitag und den Weihnachtstagen zu spielen und regional als Laienprediger bekannt war, starb 1954 in Ashley, Staffordshire.

### Nationalmannschaft
Am 1. April 1905 kam Bridgett bei einem 1:0-Erfolg gegen Schottland erstmals für das englische Nationalteam zum Einsatz, die damalige Zuschauerzahl von 121.452 bedeutete einen neuen Länderspiel-Weltrekord. Trotz des Erfolges musste er anschließend drei Jahre warten, bis er – erneut gegen Schottland – zu seinem zweiten Einsatz kam. Im Juni 1908 gehörte er bei der ersten Länderspieltournee der englischen Profinationalelf nach Kontinentaleuropa zum Aufgebot und kam in den Ländervergleichen gegen Österreich, Böhmen und Ungarn zu insgesamt vier Einsätzen. Auch bei der erneuten Länderspielreise nach Österreich-Ungarn im folgenden Sommer war er Teil des englischen Nationalkaders. Mit einem 8:1-Erfolg gegen Österreich endete seine internationale Laufbahn am 1. Juni 1909. In seinen elf Länderspielen (10 Siege, 1 Unentschieden) hatte er drei Treffer erzielt und fütterte unter anderem den Mittelstürmer Vivian Woodward mit seinen Flanken, der bei allen elf Länderspielen Bridgetts ebenfalls zum Einsatz kam.